# فرنلند (آلاباما)
فرنلند (به انگلیسی: Fernland) یک منطقهٔ مسکونی در ایالات متحده آمریکا است که در شهرستان موبایل، آلاباما واقع شده‌است. فرنلند ۳۴٫۱۴ متر بالاتر از سطح دریا واقع شده‌است.